# Població

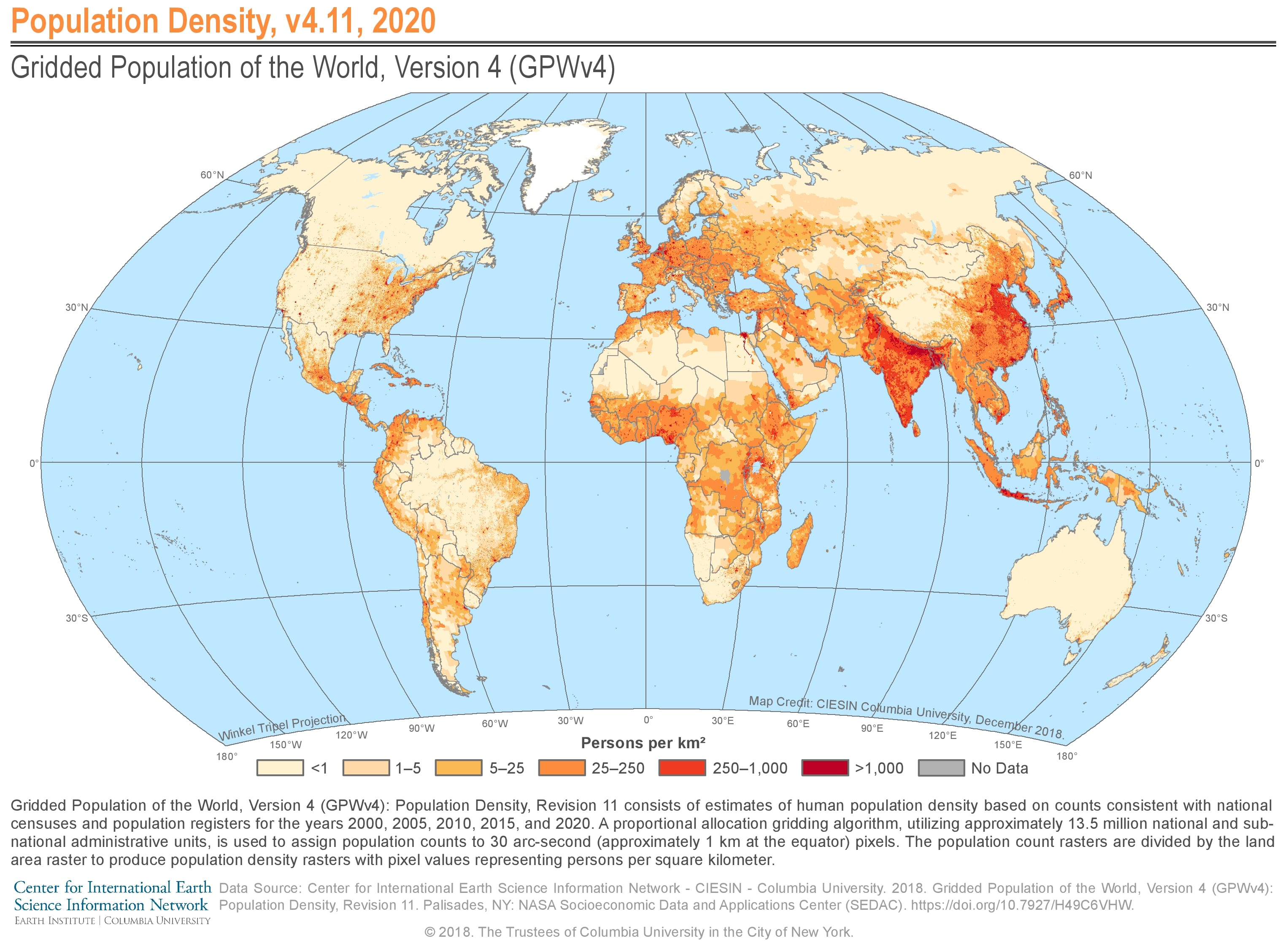
Mapa de la densitat de població mundial el 2020, en un moment en què la població mundial era d'uns 7.800 milions de persones. S'observen altes densitats a la plana Indogangètica, la plana del Nord de la Xina, la província de Sichuan també a la Xina, el delta del Nil, el sud del Japó, Europa occidental, l'illa de Java i el corredor Boston-Washington a els Estats Units.

El terme població, en biologia, es refereix al conjunt dels éssers vius del mateix grup o espècie, que viuen en una àrea geogràfica particular.
El concepte, en sociologia, es refereix a un grup d'éssers humans o a tota l'espècie. La demografia és una ciència social que implica l'estudi estadístic de la població humana. Població, en un terme més simple, és el nombre de persones a una ciutat o poble, regió, país o món. La població generalment està determinada per un procés anomenat cens, és a dir, un procés de recopilació, anàlisi, compilació i publicació de dades sobre la població i altres variables relacionades com a localitat de residència, habitatge, ingrés, nivell educatiu i altres.
En geografia humana, té un significat molt important com a objecte d'estudi, que justifica plenament l'existència de la geografia de la població.

## Població biològica
En les ciències de la vida, població és la totalitat dels individus, generalment de la mateixa espècie, que es troben en una àrea determinada. Com a resultat de les interaccions entre els membres d'aquesta unitat de població, hi ha una barreja constant dels seus gens a través del flux genètic. Per tant, les poblacions també són un punt de partida per als canvis evolutius a l'espècie en qüestió.
El 1971, Edward O. Wilson i el seu equip de col·laboradors van usar el terme model matemàtic, aplicant-ho a la genètica de poblacions, l'ecologia comunitària i la dinàmica de poblacions. Alan Hastings va utilitzar el terme el 1997 com el títol del seu llibre sobre les matemàtiques utilitzades en la dinàmica de poblacions. El nom també es va fer servir per a un curs impartit a UC Davis a finals de la dècada de 2010, que el descriu com un camp interdisciplinari que combina les àrees de l'ecologia i la biologia evolutiva. El curs inclou matemàtica, estadística, ecologia, genètica i sistemàtica. S'hi estudien nombrosos tipus d'organismes.
Les interaccions que són interessants en casos individuals no sempre són congruents dins de les disciplines biològiques. En genètica de poblacions, per exemple, es fa especial èmfasi en les vinculacions entre individus a causa dels seus processos de desenvolupament. En ecologia de poblacions, es posa l'accent en el fet que els individus es troben en una àrea uniforme al mateix temps. En demografia i epidemiologia, a més de les característiques dels individus i la seva variació, els factors genètics i geogràfics regionals, les interaccions socials en particular també tenen un paper essencial en la definició de poblacions.
A més d'aquestes definicions específicament biològiques, la biologia parla sovint d'una "població" en un sentit purament estadístic com una població (definida arbitràriament) a partir de la qual determinades propietats i la seva distribució es determinen mitjançant mostres aleatòries.

### Població genètica
En considerar qüestions genètiques i evolutives, una població generalment es defineix com un grup d'individus de la mateixa espècie que es poden aparellar durant la reproducció sexual i, si més no en principi, poden tenir descendència comuna. No es tracta només de la capacitat genètica i fisiològica per aparellar-se, sinó també de tenir l'oportunitat de fer-ho. Els individus d'una espècie que viuen en hàbitats espacialment completament separats i només poden produir descendència a través de la manipulació experimental per part dels humans, al laboratori o en captivitat, es consideren pertanyents a la mateixa espècie, però mai la mateixa població. Per tant, una espècie generalment comprèn moltes poblacions, amb poblacions molt petites, com les poblacions endèmiques locals, possiblement només una. Si els individus viuen un al costat de l'altre al mateix hàbitat, que serien fisiològicament capaços d'aparellar-se entre si, però mai no ho fan a la pràctica (anomenat: aïllament reproductiu), no pertanyen a la mateixa població. Aquesta és una diferència essencial per a les poblacions definides ecològicament. Les espècies que es reprodueixen mitjançant reproducció asexual tampoc no formen, en aquest sentit, una població.

### Ecologia de poblacions

#### Mida de la població
La mida de la població (generalment indicat amb el símbol N) és el nombre d'organismes individuals en una població. La mida de la població està directament associada amb la quantitat de deriva genètica, i és la causa subjacent d'efectes com els colls d'ampolla de la població i l'efecte fundador. La deriva genètica és la principal font de disminució de la diversitat genètica dins de les poblacions, cosa que impulsa la fixació i pot conduir a esdeveniments d'especiació.

#### Genètica de poblacions
La genètica de poblacions és un camp de la biologia que estudia la composició genètica de les poblacions biològiques i els canvis en la composició genètica que resulten de l'operació de diversos factors, com ara la selecció natural. Els genetistes de poblacions persegueixen els seus objectius desenvolupant models matemàtics abstractes de la dinàmica de la freqüència genètica, intentant extreure conclusions d'aquests models sobre els probables patrons de variació genètica en poblacions reals i provant les conclusions amb dades empíriques.

## Població estadística
En estadística, una població és un conjunt d'elements o esdeveniments similars que són interessants per a alguna pregunta o experiment. Pot ser un grup d'objectes existents o una hipotètica i potencialment infinita grup d'objectes concebuts com una generalització de l'experiència. Un objectiu comú de l'anàlisi estadística és produir informació sobre alguna població escollida.

## Població humana

### Població antropològica
En antropologia, població denota un grup de persones que estan connectades entre si a causa de la història del seu origen, formen una comunitat reproductiva i alhora viuen en una àrea espacial definida. Població, per tant, no és simplement un terme sinònim utilitzat en lloc dels termes biològics “raça” o “subespècie”.

### Població i geografia
La geografia de la població és una branca de la geografia humana. És l'estudi de les formes en què les variacions espacials en la distribució, la composició, la migració i el creixement de les poblacions estan relacionades amb la naturalesa dels llocs. La geografia de la població implica la demografia en una perspectiva geogràfica. Se centra en les característiques de les distribucions de població que canvien en un context espacial. Per això sovint involucra factors com ara on es troben les poblacions i com la mida i la composició d'aquestes està regulada pels processos demogràfics de fertilitat, mortalitat i migració.

### Població i economia
S'entén per població activa part de la població d'un país en edat de treballar, tant si té feina com si no en té. Està associada a la taxa de població activa, que s'expressa com a percentatge de la població total.

### Població i recursos
L'explotació dels recursos naturals és el seu ús per al creixement econòmic, de vegades amb una connotació negativa de degradació ambiental, i està estretament relacionada amb el creixement de la població i les seves demandes.

### Població i dret
Es coneix com a població la totalitat d'individus que habiten el territori d'un estat. El terme segons aquesta accepció presenta dos aspectes: un, demogràfic o quantitatiu, referit al seu número i densitat; un altre, demològic o qualitatiu, vinculat a la raça, herència i selecció.

## Població mundial
Segons els documents publicats per l'Oficina del Cens dels Estats Units, la població mundial va assolir els 6500 milions el 24 de febrer del 2006. El Fons de Població de les Nacions Unides va designar el 12 d'octubre del 1999 com el dia aproximat en què la població mundial va arribar als 6000 milions. Això va ser aproximadament dotze anys després que la població mundial arribés als 5000 milions el 1987, i sis anys després que la població mundial arribés als 5.500 milions el 1993. La població de països com Nigèria és tan poc acotada que no es coneix ni quin és el milió més proper, per la qual cosa hi ha un marge d'error considerable en aquestes estimacions.
Segons l'Oficina del Cens dels Estats Units, la població mundial era d'aproximadament 7.550 milions el 2019 i que el nombre de 7 mil milions es va superar el 12 de març de 2012. Segons una estimació de les Nacions Unides, la població de la Terra va superar els 7000 milions l'octubre del 2011, una fita que ofereix desafiaments i oportunitats sense precedents per a tota la humanitat, segons l'UNFPA.
D'acord amb l'ONU, la població mundial va assolir els 8.000 milions d'habitants el 15 de novembre del 2022.
L'investigador Carl Haub va calcular que durant els darrers 2000 anys poden haver nascut més de 100.000 milions de persones.

### Creixement previst i disminució

Aquest gràfic mostra els anys requerits perquè hi hagi l'increment de 1000 milions d'habitants de la població mundial.

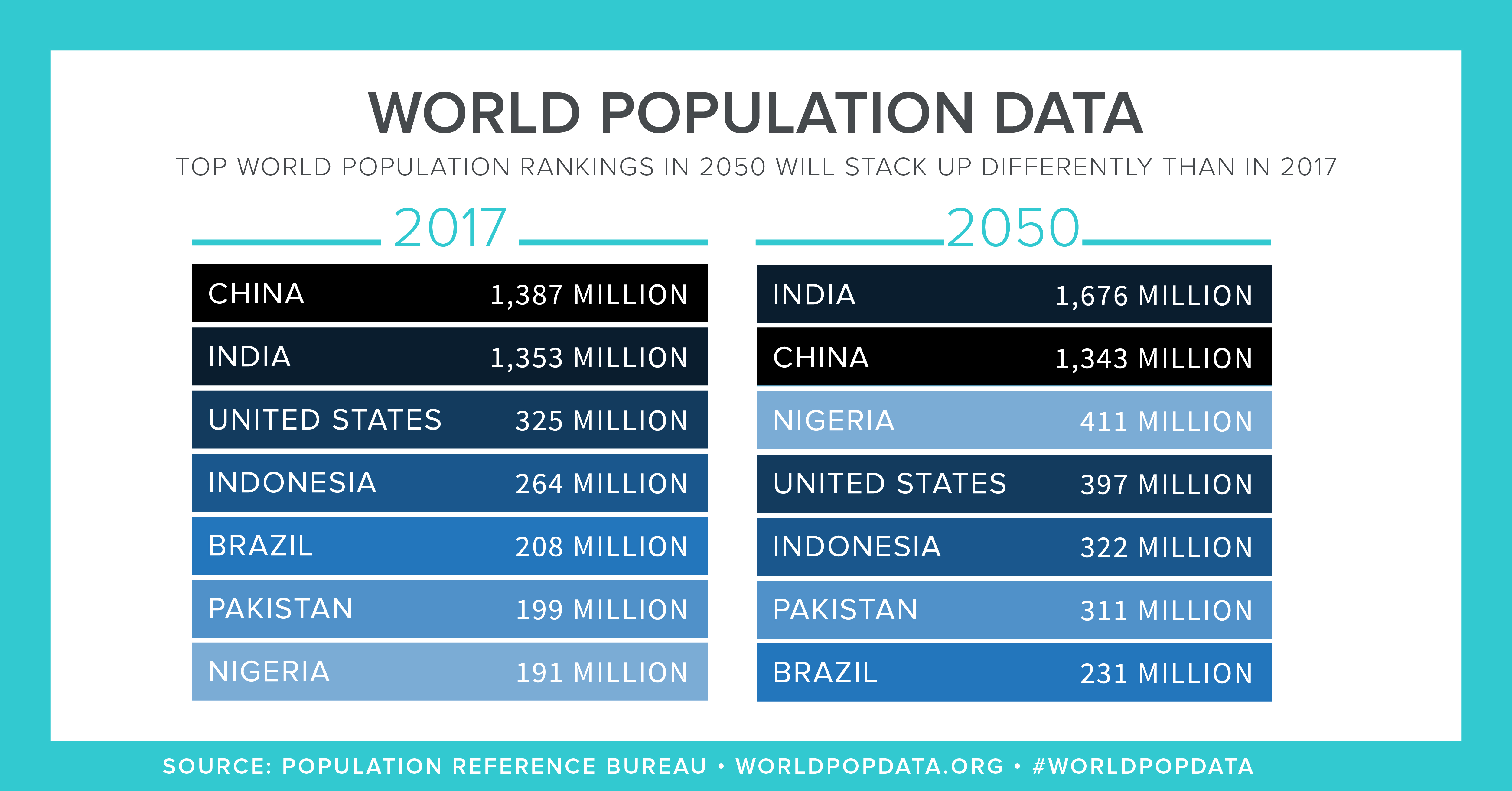
PRB 2017 Full de dades sobre les poblacions nacionals més grans

El creixement de la població va augmentar significativament a mesura que la Revolució Industrial es va accelerar a partir del 1800 dC. Els últims cinquanta anys han vist un augment encara més ràpid en la taxa de creixement de la població a causa dels avenços mèdics i augments substancials en la productivitat agrícola, particularment a partir de la dècada de 1960, causat per la Revolució Verda. El 2017, la Divisió de Població de les Nacions Unides va preveure que la població mundial aconseguirà uns 9.800 milions el 2050 i 11.200 milions el 2100.
En el futur, s'espera que la població mundial augmenti, fins que disminueixi a causa de raons econòmiques, problemes de salut, esgotament de la terra i riscos ambientals. Segons un informe, és molt probable que la població mundial deixi de créixer abans de finals del segle xxi. A més, hi ha certa probabilitat que la població disminueixi abans de 2100. La població ja ha disminuït a la darrera dècada o dues a Europa de l'Est, el Bàltic i a la Comunitat d'Estats Independents.
Noves projeccions de l'ONU presentades el 2022 van calcular que la població mundial assoliria les xifres de 8500 milions d'habitants el 2030, de 9000 milions d'habitants el 2037 i de 9700 milions d'habitants el 2050 fins a arribar a un pic de 10400 milions d'habitants durant els anys 2080, mantenint-se estable fins a l'any 2100.
El patró de població de les regions menys desenvolupades del món en els darrers anys ha estat marcat per l'augment gradual de les taxes de natalitat. Aquests van seguir una forta reducció anterior en les taxes de mortalitat. Aquesta transició d'altes taxes de natalitat i mortalitat a baixes taxes de natalitat i mortalitat sovint s'anomena transició demogràfica.

### Control
El control de la població humana és la pràctica d'alterar la taxa de creixement d'una població humana habitualment des del poder establert. Històricament, el control de la població humana s'ha implementat per tal de disminuir la taxa de creixement de la població. En el període comprès entre els anys 1950 i 1980, les preocupacions sobre el creixement de la població mundial i els seus efectes creixents sobre la pobresa, la degradació ambiental i l'estabilitat política van portar implementar polítiques per reduir les taxes de creixement de la població. Si bé el control de la població pot incloure mesures que milloren la vida de les persones en donar-los un control més gran de la seva reproducció, alguns programes, especialment la política d'un sol fill per família del govern xinès, han estat mesures coercitives. El seguiment de l'estructura de la població es pot mesurar mitjançant el mètode eficient d'associació de models mixtos (EMMA), que corregeix l'estructura de la població i la relació genètica al mapatge d'associació d'organismes model.
Des del 1978, es va accentuar la pressió dels defensors del control de la població i els activistes de la salut de les dones que van promoure els drets reproductius de les dones com a part d'un enfocament basat en els drets humans. La creixent oposició a l'enfocament limitat del control de la població va conduir a un canvi significatiu a les polítiques de control de la població a principis dels anys vuitanta.

## En investigació mèdica
Una població és un conjunt d'individus dels quals se selecciona una mostra i als quals es poden estendre els resultats obtinguts per a aquesta determinada mostra. La població pot ser la població completa (generalment aquells en estudis epidemiològics de les causes de malalties) o pot consistir en pacients amb alguna característica comuna, com el fet d'haver estat hospitalitzats en una clínica en particular o tenir una malaltia específica (que és més comú en assaigs clínics). Per tant, es pot parlar sobre la població general o la població de pacients amb una malaltia específica. La definició epidemiològica d'una població difereix de la biològica (ambiental).

### Població en risc
S'entén per població en risc el conjunt de persones que, per les seves característiques genètiques, físiques o socials, són més propenses a patir una malaltia determinada. La percepció que té una persona del risc i la seva reacció a aquest depenen de la seva experiència i de la informació i els valors rebuts al seu entorn. Es tracta d'un procés d'aprenentatge que comença a la infància i s'actualitza constantment. Alguns riscos escapen al control individual, però d'altres depenen de cada persona, que els pot augmentar o reduir a voluntat.